# Tratado de Montargis
El Tratado de Montargis, firmado entre los días 22 y 28 de octubre de 1484 en Montargis (actualmente en el departamento de Loiret), fue un tratado firmado entre el representante de una nación independiente, Francia, y unos vasallos rebeldes a la autoridad del legítimo propietario de otra nación independiente, Bretaña, siendo un episodio de la Historia de Bretaña y de la Historia de Francia que atestigua el enfrentamiento entre ambos países, en su vertiente diplomática.
Fue firmado por un lado por la regente del reino de Francia, Ana de Francia, estando presente su hermano el rey Carlos VIII, así como cinco señores bretones rebeldes al duque Francisco II (y especialmente opuestos al ministro de Francisco, Pierre Landais): el mariscal de Rieux, el príncipe de Orange (sobrino de Francisco II) y los señores Jean du Perrier, señor de Sourléac, Pierre de Villeblance señor de Broons y Jean Le Bouteiller, señor de Maupertuis, todos ellos a sueldo del rey de Francia.
Todos ellos reconocían al rey de Francia Carlos VIII como sucesor en el título de duque de Bretaña tras el duque Francisco II en el caso de que éste falleciese en ausencia de heredero varón, en aplicación de las disposiciones del primer Tratado de Guérande (1365).
El Tratado de Guérande acordaba la cesión de la Corona de Bretaña al linaje de los Montfort en tanto que herederos por línea masculina, en detrimento de los Penthièvre. A la extinción de la línea masculina de los Montfort (lo que se producía con Ana de Bretaña, la única hija de Francisco II), la Corona debía revertir en el linaje de los Penthièvre. Por otro lado, Luis XI de Francia había comprado en 1480 los derechos sobre el Ducado que detentaba la condesa Nicole de Penthièvre. No obstante, la defensa de los derechos derivados de esta compra a los Penthièvre podía resultar compleja por dos causas principales: 
1. Los Penthièvre también habían visto extinto su linaje masculino.
2. Una compra no puede sustituir a un vínculo de sangre para la sucesión de un principado.

Por otro lado, ya existían otros casos de venta de derechos sucesorios respecto de otros pequeños principados, y el Tratado de Guérande no precisaba si dichos derechos podían o no ser transmitidos por las mujeres: tan sólo indicaba que las mujeres no heredarían mientras siguiese habiendo varones en los linajes de los Montfort o de los Penthièvre.
El duque Francisco II tenía como principal consejero a Pierre Landais, un defensor a ultranza de la independencia del ducado de Bretaña y enemigo encarnizado del llamado partido francés. Su política de reforzamiento del poder real se hacía en detrimento de los grandes señores bretones, lo que incitaba a éstos a la conspiración. Estos tampoco deseaban enfrentarse al rey de Francia, ya que en su mayor parte poseían propiedades no sólo en Bretaña sino también en el reino de Francia, donde además se beneficiaban de prebendas concedidas por su monarca. En octubre de 1484, pues, firmaron con los representantes del reino de Francia este Tratado en Montargis, según las cláusulas del cual el rey de Francia sería el heredero del ducado de Bretaña, en el caso de que el duque titular falleciese sin heredero varón. Adicionalmente, en un segundo documento firmado en este caso por Carlos VIII, los mismos señores bretones juraban y prometían lealtad y servicio al rey.
Este Tratado fue invocado en 1487, cuando algunos señores bretones pidieron el apoyo militar francés para desembarazarse de otro consejero del duque, Odet d'Aydie. Ello trajo como consecuencia un total de dos campañas militares del Ejército real francés en Bretaña durante la llamada guerra loca, la derrota del partido bretón en la batalla de Saint-Aubin-du-Cormier y la firma del Tratado de Verger en 1488.